# Euronews
Euronews là mạng truyền hình có trụ sở tại Lyon, Pháp. Từ 2023 thì đã dời trụ sở sang Brussels, Bỉ. Bắt đầu phát sóng vào ngày 1 tháng 1, 1993. Được quản lý bởi hai công ty lớn là Euronews SA, Alpac Capital. Ngoài ra, có 20 thành viên thuộc EBU cũng quản lý mạng truyền hình này. Hiện tại, Euronews được phát sóng với hơn 12 ngôn ngữ khác nhau.

## Ngôn ngữ phát sóng
| Ngôn ngữ          | Bắt đầu                                              | Đóng cửa                  | Nguồn |
| ----------------- | ---------------------------------------------------- | ------------------------- | ----- |
| Tiếng Anh         | 1 tháng 1, 1993                                      | —                         |       |
| Tiếng Pháp        | 1 tháng 1, 1993                                      | —                         |       |
| Tiếng Đức         | 1 tháng 1, 1993                                      | —                         |       |
| Tiếng Ý           | 1 tháng 1, 1993                                      | —                         |       |
| Tiếng Tây Ban Nha | 1 tháng 1, 1993                                      | —                         |       |
| Tiếng Bồ Đào Nha  | 1 tháng 11, 1993                                     | —                         |       |
| Tiếng Nga         | 17 tháng 9, 2001                                     | —                         |       |
| Tiếng Ả Rập       | 1 tháng 1, 1993 12 tháng 7, 2008 (phát sóng trở lại) | 1994 1 tháng 5, 2017 (TV) |       |
| Tiếng Thổ Nhĩ Kỳ  | 30 tháng 1, 2010                                     | 1 tháng 1, 2018 (TV)      |       |
| Tiếng Ba Tư       | 27 tháng 10, 2010                                    | 1 tháng 5, 2017 (TV)      |       |
| Tiếng Ba Lan      | 16 tháng 6, 2011                                     | 1 tháng 1, 2012           |       |
| Tiếng Ukraina     | 24 tháng 8, 2011                                     | 22 tháng 5, 2017          | [ 2 ] |
| Tiếng Hy Lạp      | 18 tháng 12, 2012                                    | —                         |       |
| Tiếng Hungary     | 30 tháng 5, 2013                                     | —                         |       |
| Tiếng Albania     | 21 tháng 11, 2019                                    | —                         |       |
| Tiếng Gruzia      | 31 tháng 8, 2020                                     | —                         |       |
| Tiếng Serbia      | 3 tháng 6, 2021                                      | —                         |       |
| Tiếng Bulgaria    | 5 tháng 5, 2022                                      | —                         | [ 3 ] |
| Tiếng România     | 25 tháng 5, 2022                                     | —                         | [ 4 ] |

## Chương trình truyền hình

### Tin tức
- Good Morning Europe  (ngừng phát sóng từ 2/2023)
- Jó Reggelt Európa (tiếng Hungary)
- Euronews Now
- Euronews Tonight
- Euronews am Abend (Tiếng Đức)
- Euronews Soir (Tiếng Pháp)
- Euronews Hoy (Tiếng Tây Ban Nha)
- Euronews Noite (Tiếng Bồ Đào Nha)
- Euronews Sera (Tiếng Ý)
- Euronews Live
- No Comment
- No Comment Live
- Prime Edition
- Late Edition
- Global Weekend
- Wake up Europe (từ 2/2023)
- The European Debrief  (từ 2/2023)
- 5' Weekend (từ 2/2023)

### Châu Âu và thế giới
- Brussels my love?
- Brussels Bureau
- Smart Regions
- State of the Union
- Raw Politics
- Raw Politics: Your Call
- Aid Zone
- Global Japan
- Insider
- Insight
- Inspire Africa
- Inspire Middle East
- Learning World
- The Global Conversation
- View
- Horoscope

### Dự báo thời tiết
- Meteo Europe (từ 2/2023 là Europe Weather)
- Meteo World (từ 2/2023 là World Weather)
- Meteo Airport (ngừng phát sóng từ 2/2023)
- Snow Report/Ski Meteo
- Air Quality Forecast (ngừng phát sóng từ 2/2023)

### Văn hoá, khoa học và công nghệ
- Cult
- Cinema
- European Lens
- Futuris
- Music
- Climate Update
- Ocean
- Sci-Tech
- Space
- Style

### Du lịch và khám phá
- Adventures
- Focus
- Notes from the USA
- Taste
- Postcards
- Wander